# Fénay
Fenay est une commune française appartenant à Dijon Métropole située dans le département de la Côte-d'Or en région Bourgogne-Franche-Comté. Elle comprend les hameaux de Fénay, Domois et Chevigny.

## Géographie
Fénay est située à 10 km en limite sud de Dijon Métropole, à l'intersection des autoroutes A31 et A311 et sur les importants axes routiers de la RD 996 (axe nord-sud Dijon-Seurre) et de la RD 108 (axe est-ouest).
Les coordonnées géodésiques de la mairie sont : 47°14'54 de latitude Nord et 5°03'54 de longitude Est. Le point culminant de la commune (251 mètres) est situé au fort de Beauregard.
Sur une superficie de 1 046 hectares, on compte 700 ha de terres agricoles et 103 ha de forêts (65 ha à Fénay, 36,5 ha à Chevigny et 1,65 ha à Domois). Le territoire de la commune est traversé par trois cours d'eau : la Sansfond (ou Cent-Fonts), la Varaude et le « fossé de Chevigny ».
La zone bâtie de Fénay se répartit sur les trois hameaux :
- Domois, au nord, constitué initialement autour de deux fermes et d'un petit château, connait un essor lié à sa proximité de la zone industrielle de Longvic. Outre l'orphelinat fondé en 1880, Domois abrite surtout des lotissements pavillonnaires ;
- Chevigny, au centre et en bordure de la RD 996, étalé sur une légère pente en direction de l'est, abrite la majorité des services publics ;
- Fénay, au sud et également en bordure de la RD 996, constitue le vieux village historique.

Fénay est dotée de deux zones artisanales : une zone située en bordure de la RD 996 à Fénay, une autre à Chevigny. Elles comptent une quarantaine de petites entreprises.
Le Conservatoire des Sites Naturels de Bourgogne, héritier du Conservatoire des sites bourguignons fondé en 1986, est localisé à Fénay depuis 2001.
La commune abrite ainsi 690 emplois.

### Climat
Pour des articles plus généraux, voir Climat de la Bourgogne-Franche-Comté et Climat de la Côte-d'Or.
En 2010, le climat de la commune est de type climat océanique dégradé des plaines du Centre et du Nord, selon une étude du Centre national de la recherche scientifique s'appuyant sur une série de données couvrant la période 1971-2000. En 2020, Météo-France publie une typologie des climats de la France métropolitaine dans laquelle la commune est dans une zone de transition entre le climat océanique altéré et le climat océanique altéré et est dans la région climatique  Bourgogne, vallée de la Saône, caractérisée par un bon ensoleillement (1 900 h/an), un été chaud (18,5 °C), un air sec au printemps et en été et des vents faibles. 
Pour la période 1971-2000, la température annuelle moyenne est de 10,8 °C, avec une amplitude thermique annuelle de 17,9 °C. Le cumul annuel moyen de précipitations est de 800 mm, avec 11,6 jours de précipitations en janvier et 7,4 jours en juillet. Pour la période 1991-2020, la température moyenne annuelle observée sur la station météorologique de Météo-France la plus proche, « Dijon-Longvic », sur la commune d'Ouges à 3 km à vol d'oiseau, est de 11,4 °C et le cumul annuel moyen de précipitations est de 743,4 mm,. Pour l'avenir, les paramètres climatiques de la commune estimés pour 2050 selon différents scénarios d'émission de gaz à effet de serre sont consultables sur un site dédié publié par Météo-France en novembre 2022.

## Urbanisme

### Typologie
Au 1er janvier 2024, Fénay est catégorisée commune rurale à habitat dispersé, selon la nouvelle grille communale de densité à 7 niveaux définie par l'Insee en 2022.
Elle est située hors unité urbaine. Par ailleurs la commune fait partie de l'aire d'attraction de Dijon, dont elle est une commune de la couronne,. Cette aire, qui regroupe 333 communes, est catégorisée dans les aires de 200 000 à moins de 700 000 habitants,.

### Occupation des sols
L'occupation des sols de la commune, telle qu'elle ressort de la base de données européenne d’occupation biophysique des sols Corine Land Cover (CLC), est marquée par l'importance des territoires agricoles (77,1 % en 2018), en diminution par rapport à 1990 (79,3 %). La répartition détaillée en 2018 est la suivante : 
terres arables (76,5 %), zones urbanisées (10,7 %), forêts (8,9 %), milieux à végétation arbustive et/ou herbacée (3,4 %), zones agricoles hétérogènes (0,6 %). L'évolution de l’occupation des sols de la commune et de ses infrastructures peut être observée sur les différentes représentations cartographiques du territoire : la carte de Cassini (XVIIIe siècle), la carte d'état-major (1820-1866) et les cartes ou photos aériennes de l'IGN pour la période actuelle (1950 à aujourd'hui).

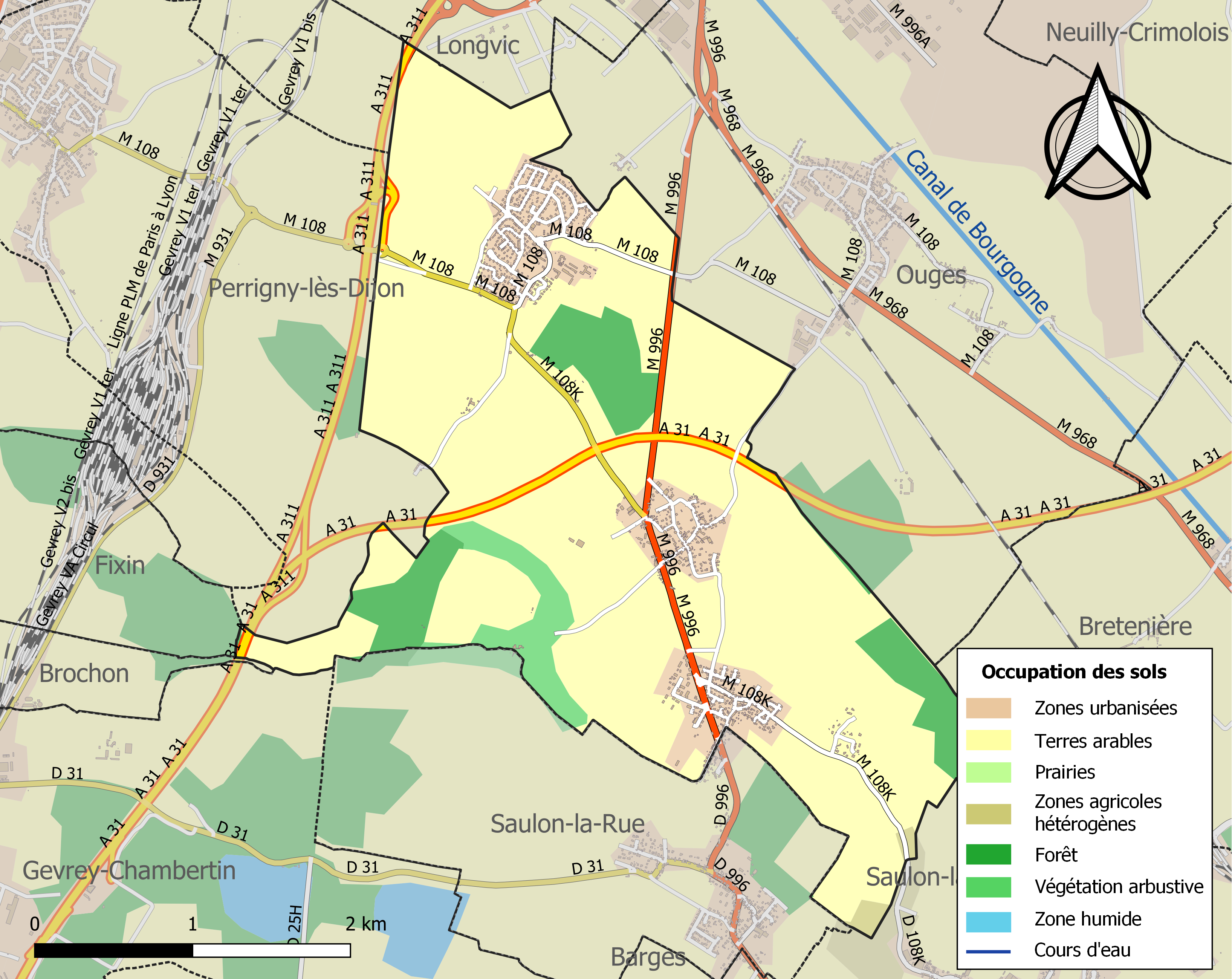
Carte des infrastructures et de l'occupation des sols de la commune en 2018 (CLC).

## Histoire

### Préhistoire
Au cours de prospections au lieu-dit La Petite fin, des outils en silex et en chaille locale ont été découverts. L'industrie lithique se compose de plusieurs racloirs, de bifaces et d'une limace, ce qui date le gisement au Moustérien, culture du Paléolithique Moyen caractéristique de l'Homme de Neandertal en Europe.
Par photographie aérienne, des traces d'enceintes ou d'enclos protohistoriques ont aussi été identifiées sur divers sites : Au Breuil, Pièce de la Croix Sud, la Grande Fin, les Herbues de Poissy, derrière le Clos de Domois...

### Antiquité
Au temps des Gaulois, le territoire de Fénay est situé dans une région à la jonction de trois états celtes : l'Éduie, territoire des Éduens, de la Saône au Morvan (Bibracte), la Lingonie, pays des Lingons, au nord de l'Ouche, et la Séquanie, domaine des Séquanes, à l'est de la Saône. C'est une zone sans frontière où on se dispute les terrains de chasse et les passages de communication des périphéries (vallées de la Saône et de l'Ouche, axe nord-sud de la "côte").
Durant la période gallo-romaine, une voie romaine, d'axe nord-sud et reliant Lyon (Lugdunum) à Langres puis Trèves, est construite. Appelée "Via Agrippa", elle est encore visible entre Fénay et Perrigny-lès-Dijon, où elle est connue sous le nom de "Chemin des Romains". Par ailleurs, deux sites gallo-romains ont été identifiés (lieux-dits "Au Breuil" et "Les Herbues de Poissy") et des vestiges de la même époque trouvés ("La Pièce Rouge").

### Moyen Âge
Le plus ancien document écrit concernant Fénay date de 679 ; il s'agit d'une donation de terre rédigée en latin. En 783, c'est Vulfricius qui donne à l'abbaye de Saint-Bénigne de Dijon tout ce qu'il possède à la Villa Duemensis (Domois). Ce hameau, rattaché au finage de Longvic (finis longoviana) jusqu'en 870, entre alors dans le pagus attuairiorum (pays attuarien ou Attuyer). Fénay, Chevigny, mais aussi Saulon (Campus Salomonis), font, quant à eux, partie du pagus oscarensis (ou Oscheret, "pays de l'Ouche"). Au IXe siècle, à propos d'une rente bâtie à sa source, la rivière Sansfond est mentionnée avec son hydronyme originel de "Cent-fonts". Au Xe siècle, une donation de Rathérius, archidiacre de Saint-Étienne, cite encore la vigne et les terres arables de Domois (mai 944).

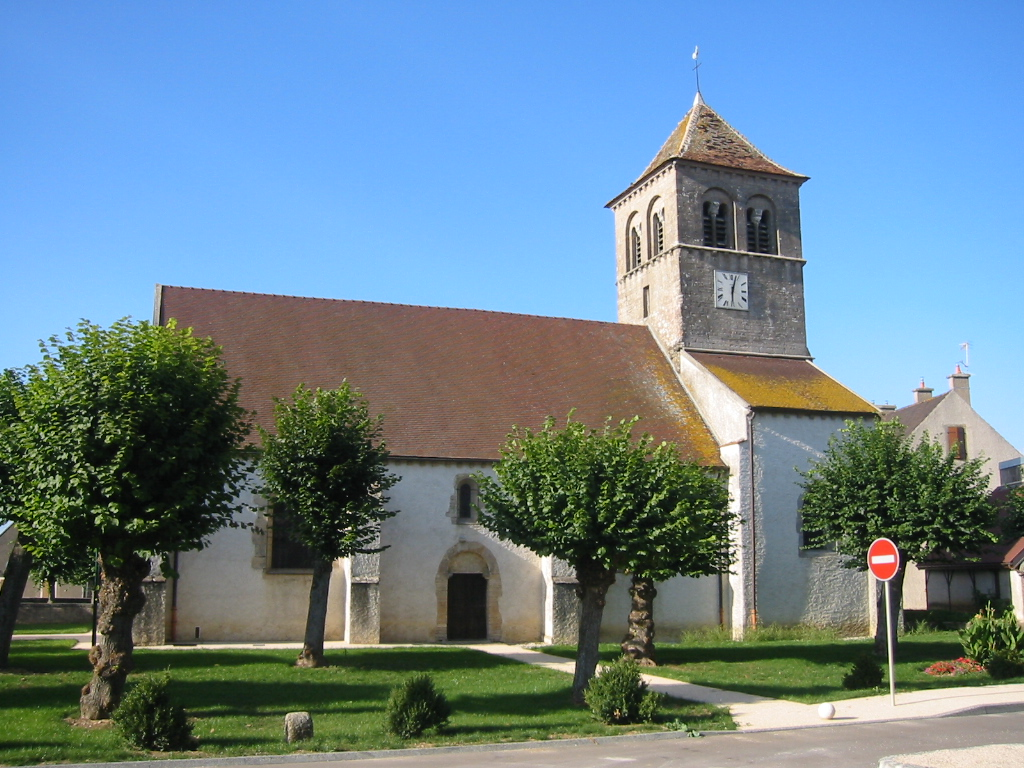
Église Saint-Martin (XIIIe siècle).

Au début du XIIe siècle, après des périodes de calamités (pluies, peste de 1089, hiver rigoureux de 1126), les religieux de Saint-Bénigne puis ceux de Cîteaux étendent leurs possessions sur le territoire fédinois (moulins, étangs, etc.). Ainsi, le moulin des étangs aurait une origine cistercienne. L'appartenance à Saint-Bénigne de l'église de Fénay est confirmée par des bulles pontificales : Alexandre III (1177), Célestin III (1193). En 1187, le duc de Bourgogne Hugues III donne le domaine de Fénay à la commune de Dijon. Trop éloigné, elle le rétrocède en 1196 à son fils, Eudes III, en échange d'avantages banaux sur les foires et sur les Juifs de la ville qui, considérés comme serfs, devaient alors payer une redevance,. Par la suite, la prépondérance ducal sur les lieux semble s'effacer ; divers seigneurs sont alors signalés... En 1277, dame Adeline de Domois est propriétaire de Perrigny et Domois. Le monticule avoisinant la fontaine de Chevigny pourrait représenter l'emplacement d'un château des seigneurs de Chaudenay, arrivés à Fénay en 1311 (information à vérifier). Toujours au XIVe siècle, on connait un chevalier Eudes, "sire de Demois", époux d'Alix, dame de Bressey, inhumé à Bonvaux alors que Fénay et Saulon sont la propriété du seigneur de Talmay (notamment Hugues de Pontailler). Une recherche de feux de 1378 dénombre alors 19 foyers à Fénay et 4 à Chevigny comme à Domois.
À la fin du Moyen Âge, Fénay comme Chevigny sont aussi comptés, avec la "grange de Demois", parmi les villages retrayants de la châtellenie ducale de Rouvres. Même sans appartenir à cette seigneurie, le duc de Bourgogne autorise les villageois à venir se retirer dans la cour de son château roburien en échange de contributions, ceci afin de profiter de sa protection potentiellement utile en cette période troublée des XIVe siècle et XVe siècle. En 1365 et 1369, Fénay participe donc au financement du renforcement des murs de la basse-cour de la forteresse. Ces contributions sont renouvelées plusieurs fois, notamment pour entretenir les "empierrements" du "chastel" roburien (de 1373 à 1375, en 1378 et en 1380). Les dangers des années du duc Jean Sans Peur nécessitent de nouveaux appels de fonds (1411). Parfois, la participation est manuelle : en 1419, le prévôt de Rouvres mande la population pour le nettoyage des fossés du château. Au XVe siècle, les seigneurs de Saulon, qui appartiennent alors à la famille de Saulx, dominent aussi Fénay. Ainsi, Étard de Saulx, également seigneur d'Orain, mort en 1477, et son épouse Antoinette de Dinteville (morte en 1516) sont inhumés en l'église paroissiale Saint-Martin, à Fénay. Pour Domois, le lieu est toujours dépendant des seigneurs de Perrigny (familles de Perrigny, de Bauffremont puis Rolin). Quant à Chevigny, il appartient pour partie à la Sainte-Chapelle de Dijon, pour l'autre, plus petite, à Fénay-Saulon.

### Temps modernes
En 1492, un bornage est effectué sur le territoire de Fénay à la demande de la Chambre des comptes. Il s'agit de définir la redevance des avoines due (un boisseau par journal). Le terroir fédinois porte alors 39 propriétaires principaux. Le terrier de Rouvres de 1537 précise, lui, que "la grange de Demois, fief dont les maisons sont démolies", doit une livre de cire à la châtellenie. On remarque toujours cette distinction qui perdurera entre le statut particulier de Domois et celui des deux autres hameaux, dans la dépendance de Saulon ou de la Sainte-Chapelle de Dijon. En 1576, la seigneurie de Saulon est reprise par Jean de Neufchese, fils de Bénigne de Saulx. Au cours de la même période, Domois suit le statut de Perrigny et change plusieurs fois de mains à l'occasion de mariages : le hameau dépend alors successivement des familles Chambellan (Nicolas Chambellan épouse l'héritière désargentée Suzanne Rolin), d'Épinac (Jean puis, après 1583, Gaspard d'Épinac) et Pernes (Claude, fille de Gaspard d'Épinac, épouse le colonel d'infanterie Louis de Pernes en 1620).
Au début du XVIIe siècle, la seigneurie de Saulon, avec Fénay et une petite partie de Chevigny, achetée à Neufchese par Jean Morin, lieutenant général au bailliage de Dijon, passe à sa veuve, Marie Bourgeois (1605). Puis, ce fief est repris en 1627, sur décision de justice du Parlement de Paris, par Éléonore Tourpin, femme séparée quant aux biens d'Henri de Neufchese (ancien vendeur du domaine). En mars 1636, les chanoines de la Sainte-Chapelle de Dijon accroissent encore, par achat, leurs possessions sur Chevigny. En octobre 1636, en route vers Saint-Jean-de-Losne qu'il part assiéger, le général des Impériaux Matthias Gallas (1584-1647) laisse de nombreuses ruines et désolations sur son passage dans les plaines de l'Ouche et de la Saône. Les hameaux connaissent leur lot de destructions. Dix ans plus tard, le fief saulonnais est repris par Bénigne Legrand, également seigneur de Marnay (20 novembre 1646). En 1650, Nicolas Gagne, trésorier général de la généralité de Bourgogne, achète à Claude d'Épinac, veuve de Louis de Pernes, les domaines de Domois et de Perrigny. Sa famille sera alors appelée Gagne de Perrigny. En 1657, la seigneurie de Saulon est érigée en comté par le roi Louis XIV. Le fief est transmis l'année suivante à Jacques Legrand, fils de Bénigne et président à la chambre des comptes de Dijon (14 août 1658). En 1666, l'enquête de l'intendant Bouchu dénombre 13 feux à Fénay (dont 3 tenus par des veuves), 13 feux à Chevigny et 6 à Domois. Leurs habitants, excepté pour trois ou quatre feux de Chevigny, semblent être très pauvres. Par ailleurs, ceux de Domois sont en léger conflit avec leur seigneur sur des questions de dettes. Celui-ci, Antoine-Bernard Gagne de Perrigny (1623-1686), a hérité de son père les domaines de Domois et Perrigny. Son fils, Antoine (1645-1711), et son petit-fils, Philibert-Bernard (1689-1759), lui succèdent sur ces domaines.
Au milieu du XVIIIe siècle, le comté de Saulon, qui comprend Layer-le-Franc, Barges, les étangs de Sathenay, Noiron-lès-Cîteaux, mais aussi Fénay (ainsi qu'une toute petite partie de Chevigny), passe à son tour à la famille Gagne de Perrigny. Claude-Marie Gagne, petite-fille d'Antoine-Bernard, a épousé le dernier comte de Saulon, Pierre-François-Bernard Legrand, président au parlement de Dijon qui a succédé à son père Jacques en 1686. Veuve assez tôt, elle hérite même de son fils Alexandre en 1727, lui-même héritier de son frère aîné Antoine (1722). Ayant conservé l'usufruit, elle lègue finalement cet ensemble à son neveu, Antoine-Jean Gagne de Perrigny, en 1768. Fénay compte alors 25 feux, tandis que la majorité de Chevigny (30 feux) appartient encore à la Sainte-Chapelle de Dijon. Domois (5 feux) est toujours dépendant de Perrigny, comme la rente de la Sansfond. La même année, la seigneurie de Perrigny-Domois est érigée en comté. Celui-ci est rapidement réuni au comté de Saulon par Antoine-Jean Gagne qui rassemble ainsi tous ses fiefs en un seul domaine. Le comte n'ayant pas d'enfant, toutes ces seigneuries passent, à son décès en 1783, au jeune Anne-Charles de Clermont (1773-1855), de la lignée des marquis de Montoison (maison de Clermont-Tonnerre). Destiné à la carrière militaire, ce seigneur émigre à la Révolution pour combattre dans l'armée des princes.

### Époque contemporaine
Pendant la Révolution, les hameaux de Fénay (environ 20 feux), Chevigny (environ 20 feux également) et Domois sont rassemblés pour constituer une seule commune (7 février 1790). Si Domois quitte donc le giron de Perrigny, la ferme de la Sansfond, elle, est rattachée à ce village, pourtant plus éloigné, pour des raisons foncières. Quant au hameau de Fénay, il est séparé de Saulon. L'ensemble communal est constitué autour du noyau administratif central de Chevigny mais prend le nom de Fénay, siège de l'église paroissiale. De 1793 à 1801, la commune de Fénay appartient au canton de Rouvres qui reprend une partie des limites de l'ancienne châtellenie (abolie en 1782). Puis, à partir du Consulat, Fénay rejoint le canton de Gevrey, village alors en essor. À Domois, la chapelle de la Vierge prétendument fondée par les ducs de Bourgogne est démolie en 1800. Sa statue, réputée miraculeuse, est alors transférée en l'église de Fénay (avant de revenir au clos de Domois en 1879). L'esprit révolutionnaire sera à nouveau présent chez les Fédinois par la constitution d'une compagnie de Garde nationale (1831) ; sabres et fusils seront d'ailleurs utilisés plus tard par les pompiers de la commune.
Durant la première moitié du XIXe siècle, la commune de Fénay se développe et affirme son autonomie par rapport à Saulon : maison commune et école séparées en 1848, transfert de propriété sur la mare Saint-Martin (mais avec droit d'usage pour Saulon)... De nouvelles constructions sont entreprises : lavoir de Chevigny (de 1807 à 1840), avec un abreuvoir en 1849 ; lavoir de Domois qui ne sera cependant pas utilisé par manque d'eau (1836) ; lavoir de Fénay ("fontaine Saint-Martin") à la place de la mare (1843). La recherche d'autonomie va même jusqu'à amener les Fédinois à demander au préfet, en 1848, la séparation des hameaux pour constituer deux communes indépendantes : Fénay et Chevigny-Domois. Le minimum de 300 habitants par entité n'étant pas réuni, cette demande n'aboutit pas. En 1856, le curé Quillot compte 109 feux : les 410 habitants de la commune se répartissent ainsi : 123 à Fénay (33 "feux"), 241 à Chevigny (69 "feux") et 46 à Domois (7 "feux"). Au milieu du siècle, les tuileries "fédinoises" (la tuilerie des étangs ainsi que la "petite" et la "grande" tuilerie proche de Saulon) produisent de 700 000 à 800 000 tuiles par an. On propage aussi la culture de la vigne sur le finage avec un cépage "gamay" d'Arcenant réputé plus résistant. Pendant la guerre de 1870-1871, on note le passage de soldats prussiens. Entre 1877 et 1881, le fort de Beauregard est édifié au point culminant de la commune afin de contribuer à la ceinture défensive de Dijon (Système Séré de Rivières). Un orphelinat est également construit au clos de Domois en 1880. L'école-mairie de Chevigny, elle, ouvre ses portes en 1885.
Le XXe siècle s'ouvre par le premier conflit mondial de 1914-1918 qui emporte dix-neuf hommes de la commune. Durant la seconde guerre mondiale (1939-1945), deux Fédinois sont "morts pour la France". Sous l'Occupation, une batterie de la Flak, la DCA allemande, est installée près du fort de Beauregard afin de participer au système de défense de la base aérienne militaire voisine de Longvic. Le 27 août 1944, un avion allié P-47 Thunderbolt, de retour de mission de bombardement sur Besançon, est abattu par la flak. Le pilote saute en parachute. Récupéré par un habitant du village, il est caché puis exfiltré par des maquis,.
Après guerre, la commune poursuit son développement. Elle s'agrandit et se modernise : adduction d'eau (1950), remembrement rural (1954). Un premier lotissement s'implante à Domois en 1960. Il y est suivi d'une nouvelle école élémentaire couplée à un système de ramassage scolaire entre les trois hameaux de la commune (1972). La même année, le ramassage des ordures ménagères est organisé et le SIVOM de Saulon-la-Chapelle qui vient d'être crée. Installations sportives (vestiaires, terrains aménagés, salle omnisport) et zones artisanales (Fénay, Domois) sortent de terre. En un demi-siècle, la population communale a triplé!

## Politique et administration

### Organisation administrative
La commune de Fénay est constituée en 1790 par le regroupement de trois hameaux : Fénay, Domois et Chevigny. En 1793 (An II), on trouve le nom "Feney". Puis, après 1801 (Bulletin des Lois), la commune s'appelle "Fenay" ou "Fénay".
On notera une particularité de cette commune: la mairie se situe sur le territoire du hameau de Chevigny, l'église sur celui de Fénay, et l'école est à Domois.
Depuis le 1er janvier 2007, Fénay appartient à la communauté de l'agglomération dijonnaise, appelée le "Grand Dijon".

### Toponymes
- Fénay : l'orthographe du VIIe siècle, Fidenniacum, est la plus ancienne connue. On peut en tirer une étymologie faisant remonter Fénay à l'époque romaine. On a dans Fidenniacum, Fides Enniaci, foi d'Enniacus, c'est-à-dire "gens qui ont donné leur foi à Enniacus". En d'autres termes, il s'agit du "fief d'Enniacus".
- Chevigny : ce toponyme semble venir du nom d'un de ses seigneurs ou de la maison de ce seigneur. Au XIIe siècle, on a aussi trouvé le nom Cavaniacum (Cava, en latin, signifiant "trou" ou "vieux colombier").
- Domois : la racine paraît être Dumetum, buisson, ce qui ferait de l'ancien Domois (Villa Dumes), la grange ou la ferme "des buissons".

### Liste des maires
| Période                                  | Période  | Identité              | Étiquette | Qualité |
| ---------------------------------------- | -------- | --------------------- | --------- | ------- |
| 2020                                     | en cours | Laurent Gobet         | Sans      |         |
| 2014                                     | 2020     | Florence Lucisano     | Sans      |         |
| 2001                                     | 2014     | Marie-Françoise Pétel | Sans      |         |
| 1995                                     | 2001     | M. Mercey-Bon         |           |         |
| 1971                                     | 1995     | Jean-Pierre Halm      |           |         |
| -                                        | 1971     | Gustave Lombard       |           |         |
| -                                        | -        | -                     | -         |         |
| 1856                                     | -        | M. Bergeret           | -         |         |
| -                                        | -        | -                     | -         |         |
| Les données manquantes sont à compléter. |          |                       |           |         |

## Démographie

### Gentilé
Les habitants de Fénay se nomment les Fédinois et les Fédinoises.

### Évolution démographique
Sous l'Ancien Régime, quelques dénombrements de feux ont parfois été effectués :
- 1378 : Fénay (19 feux) ; Chevigny (4 feux) ; Domois (4 feux) ;
- 1666 : Fénay (16 feux) ; Domois (6 feux) ;
- milieu XVIIIe siècle : Fénay (25 feux) ; Chevigny (30 feux) ; Domois (5 feux)
- 1790 : Fénay (20 feux) ; Chevigny (20 feux).

Depuis 1793, des recensements de population sont régulièrement assurés.
L'évolution du nombre d'habitants est connue à travers les recensements de la population effectués dans la commune depuis 1793. Pour les communes de moins de 10 000 habitants, une enquête de recensement portant sur toute la population est réalisée tous les cinq ans, les populations de référence des années intermédiaires étant quant à elles estimées par interpolation ou extrapolation. Pour la commune, le premier recensement exhaustif entrant dans le cadre du nouveau dispositif a été réalisé en 2004.

En 2022, la commune comptait 1 724 habitants, en évolution de +8,22 % par rapport à 2016 (Côte-d'Or : +0,82 %, France hors Mayotte : +2,11 %).
| 1793 | 1800 | 1806 | 1821 | 1831 | 1836 | 1841 | 1846 | 1851 |
| ---- | ---- | ---- | ---- | ---- | ---- | ---- | ---- | ---- |
| 245  | 250  | 232  | 228  | 312  | 388  | 405  | 422  | 415  |

| 1856 | 1861 | 1866 | 1872 | 1876 | 1881 | 1886 | 1891 | 1896 |
| ---- | ---- | ---- | ---- | ---- | ---- | ---- | ---- | ---- |
| 410  | 396  | 379  | 419  | 444  | 569  | 581  | 569  | 548  |

| 1901 | 1906 | 1911 | 1921 | 1926 | 1931 | 1936 | 1946 | 1954 |
| ---- | ---- | ---- | ---- | ---- | ---- | ---- | ---- | ---- |
| 498  | 453  | 484  | 419  | 458  | 482  | 543  | 397  | 463  |

| 1962 | 1968 | 1975  | 1982  | 1990  | 1999  | 2004  | 2006  | 2009  |
| ---- | ---- | ----- | ----- | ----- | ----- | ----- | ----- | ----- |
| 362  | 414  | 1 068 | 1 226 | 1 346 | 1 340 | 1 281 | 1 307 | 1 415 |

| 2014  | 2019  | 2022  | - | - | - | - | - | - |
| ----- | ----- | ----- | - | - | - | - | - | - |
| 1 530 | 1 660 | 1 724 | - | - | - | - | - | - |

## Lieux et monuments

### Église Saint-Martin

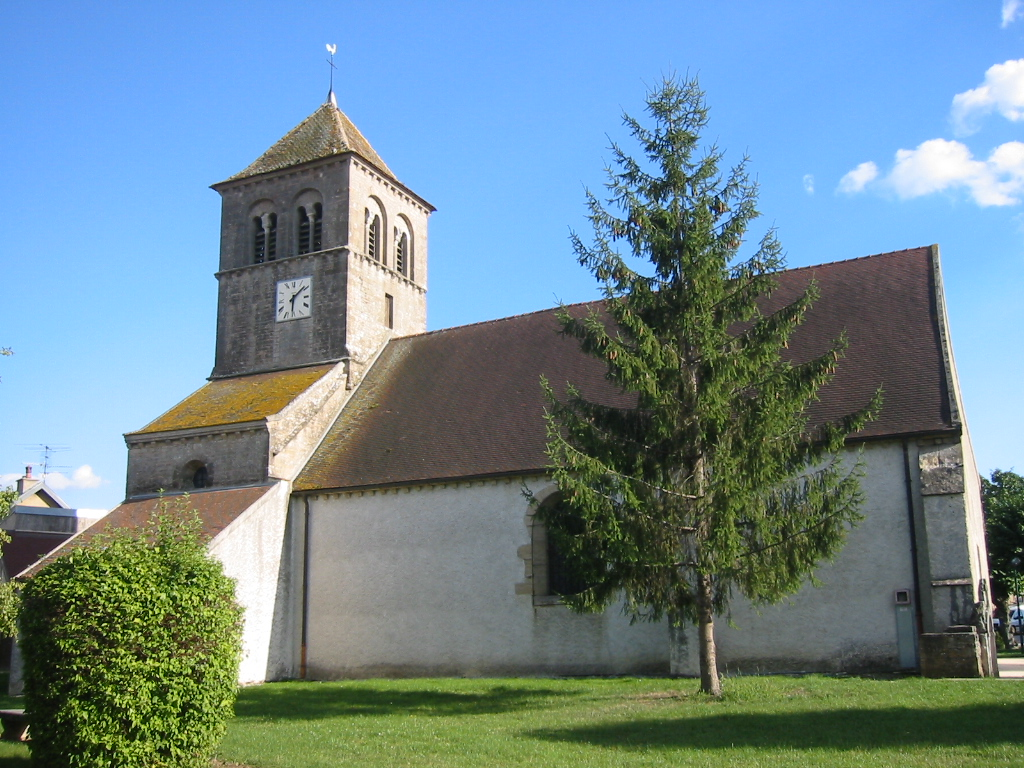
Église Saint-Martin de Fénay (XIIIe siècle).

L'église Saint-Martin de Fénay date du XIIIe siècle : elle était alors placée sous le patronage des Bénédictins de Saint-Bénigne et remplaçait un édifice précédent (cité en 1177). Elle est l'église paroissiale des communes de Fénay (et donc aussi des hameaux de Domois et Chevigny) et de Saulon-la-Rue. Celle-ci fait l’objet d’une inscription au titre des monuments historiques depuis le 23 juin 1947.
Elle comprend un chœur du début du XIIIe siècle composé de trois absidioles en cul-de-four correspondant chacune à une nef primitive. Le transept date de la fin du XIIIe siècle. La nef, aussi du XIIIe siècle, fut remaniée au XIVe siècle avec la suppression des piliers qui la séparaient des bas-côtés. Elle conserve cependant sa porte latérale sud ainsi que la corniche à modillons biseautés. Les fenêtres de cette nef sont bien postérieures : elles datent d'une restauration au XVIIe siècle.
On remarque dans cette église une dalle funéraire du début du XVIe siècle Celle-ci fait l’objet d’un classement au titre objet des monuments historiques depuis le 5 novembre 1923., celle d'"Antoinette de Dinteville, veuve d'Étard de Saulx, seigneur d'Orain, morte en 1516". Étard de Saulx, mort en 1477, aurait été lui aussi inhumé en cette église selon Courtépée.
D'autres objets ou éléments de cette église sont également classés ou intéressants, :
- L'Adoration des Mages, tableau du XVIIe siècle qui fait l’objet d’un classement au titre objet des monuments historiques depuis le 27 octobre 1976[43].
- Un saint chartreux en méditation,  toile du XVIIe siècle qui fait l’objet d’un classement au titre objet des monuments historiques depuis le 27 octobre 1976[44].
- L'Éducation de la Vierge, statue polychrome du XVIIIe siècle
- Saint évêque, statue en pierre du XVe siècle
- La pierre tombale de "Messieurs Parisot", Dijonnais installés et inhumés à Fénay après avoir fui la peste de la grande ville (XVIIIe siècle)
- Maître-autel (ou tabernacle), autel, gradins d'autel : bois sculpté et doré du XVIIe siècle Celui-ci fait l’objet d’un classement au titre objet des monuments historiques depuis le 27 octobre 1976[45].
- Chaire à prêcher, en bois sculpté du XVIIe siècle.

Le jardin du presbytère est également classé.

### Fort de Beauregard
Également appelé "Fort Fauconnet", cet édifice militaire bâti à la fin du XIXe siècle, de 1877 à 1881, appartient au système Séré de Rivières. Il devait participer à la défense de l'agglomération dijonnaise. Aujourd'hui désaffecté, il a été restauré et est ouvert au public lors des Journées du Patrimoine.

### Clos de Domois
L'orphelinat de Domois est créé en 1880 par l'abbé Jean-François Chanlon, à la demande de Monseigneur Rivet, évêque de Dijon. Il est bâti sur l'emplacement de l'ancien sanctuaire Notre-Dame de Domois. Le bâtiment principal date de 1935. Après plusieurs évolutions au cours du XXe siècle, le clos de Domois, propriété privée, reste un lieu consacré au service des enfants.
À l'origine, l'abbé Chanlon souhaitait préparer les orphelins à la vie en leur donnant un métier. Il encourage la création de différents ateliers : imprimerie (1892), menuiserie, forge, cordonnerie. Une ferme permet aussi l'apprentissage du travail de la terre. En 1971, l'orphelinat devient laïc. Il prend le nom de « Foyer de Domois » : les ateliers disparaissent, des enfants relevant de soins médico-éducatifs sont accueillis. En 1993, le foyer devient l'« Institut Éducatif et Thérapeutique ». Un centre d'insertion par le travail, notamment spécialisé dans le recyclage de matériel informatique, s'est établi dans une partie des lieux.
Récemment une communauté religieuse, la « Fraternité Sitio », a construit sur le site son prieuré indépendamment du Clos.

### Arboretum
L’arboretum, implanté sur le hameau de Domois en 1995, présente 28 essences différentes, dont 16 feuillues et 12 résineuses, pour un total d’environ 120 plants.

### Héraldique
| Blason de Fénay | Blason  | De gueules papelonné d'or, à la rose du même boutonnée de sable dans la première pièce du chef, à la divise d'azur brochante, au lion aussi d'or brochant sur le tout. |
| Blason de Fénay | Détails | Ce blason évoque les trois hameaux de Fénay. Le bleu de la rivière Sansfond représente Chevigny. La rose, symbole marial de Notre-Dame, représente Domois. Les tuiles représentent Fénay (et ses anciennes tuileries). Le tout est lié par le lion des armes de la famille de Saulx, anciens seigneurs de Saulon et maîtres des lieux (jusqu'au XVIe siècle). Le statut officiel du blason reste à déterminer. |